# Jaro Pawel
Jaro(laus) Pawel (* 11. Oktober 1850 oder 1. November 1852 in Budislau, Südböhmen (heute Budislav im Okres Tábor); † 1. März 1917 in Baden/Niederösterreich) war ein österreichischer Turnpädagoge und Germanist.

## Leben
Pawel studierte ab 1873 an der Universität Wien Germanistik und klassische Philologie, außerdem am Konservatorium Musik. Er legte drei Lehramtsprüfungen ab (Turnen 1878, Gesang 1892 und Germanistik 1898) und unterrichtete ab 1878 an verschiedenen höheren Schulen Wiens. Von 1902 bis 1906 unterrichtete er am Lehrerseminar in Sankt Pölten, danach am Gymnasium Baden Turnen, Deutsch und zeitweise Latein. Von 1884 bis 1917 unterrichtete er Theorie und Geschichte des Turnens an der Philosophischen Fakultät er Universität Wien. 1900 wurde ihm als zweitem Turnlehrer nach Hanns Hoffer der Professorentitel verliehen.
Mit seiner Lehrtätigkeit an der Universität Wien war Pawel  der erste, der eine selbstständige Sportwissenschaft an einer europäischen Universität etablierte. Er beteiligte sich maßgeblich an Reformen des Schulturnens (Jugendspielbewegung, Sportbewegung, Enquête für körperliche Erziehung), war als Gründer und Funktionär im Turnvereinswesen aktiv und veröffentlichte zahlreiche Fachbücher und -aufsätze. So gründete Jaro Pawel unter anderem den Turnverein Margareten. Es gelang ihm, den Arzt Gustav Adler (1857–1928) als Vorstandsmitglied für diesen Turnverein zu gewinnen.
Daneben beschäftigte sich Pawel als Germanist mit dem Werk Klopstocks und gab 1889 mit Franz Muncker eine zweibändige kritische Ausgabe seiner Oden heraus. Seine eigenen literarischen Werke blieben unbedeutend.
Der ledige Pawel verstarb am 1. März 1917 gegen 2 Uhr früh im Haus Wiener Straße 20 in Baden an den Folgen eines chronischen Magen-Darm-Katarrhs, ausgeprägter Kachexie und Herzlähmung. Sein Leichnam wurde nach Wien überführt und am 4. März 1917 am Döblinger Friedhof beigesetzt.

## Werke
- Erik (Drama), 1876
- Das Gretchen Wunderhold (romantisches Gedicht), 1879
- Die literarischen Reformen des 18. Jh. in Wien, 1881
- Grundriß einer Theorie des Turnens, 2 Bde., 1884–8
- Kurzer Abriß der Entwicklungsgeschichte des deutschen Schulturnens, 1885
- Deutschlands Turner, 1885
- Anleitung zur Erteilung des Turnunterrichts an den österreichischen Realschulen, Tl. 1, 1886